# Busto do Cardeal Melchior Klesl
O Busto do Cardeal Melchior Klesl é um retrato escultural produzido pelo artista italiano Gian Lorenzo Bernini no século XVII, provavelmente em 1626. Bernini contou com a ajuda de outros artistas de seu estúdio, sobretudo Juliano Finelli, para confeccionar a obra. Todavia, não está claro o grau de participação de cada escultor no trabalho final. A escultura encontra-se na catedral de Wiener Neustadt, ao sul de Viena.